# Histoire LGBT en Russie
Vous pouvez aider à l'améliorer ou bien discuter des problèmes sur sa page de discussion.
- Il n’est pas rédigé dans un style encyclopédique. (Marqué depuis novembre 2023)
- La traduction doit être revue. Le contenu est difficilement compréhensible à cause d’erreurs de traduction, peut-être dues à l’utilisation d’un logiciel de traduction automatique. (Marqué depuis novembre 2023)

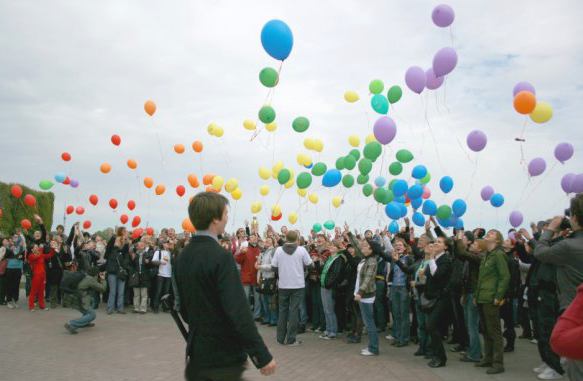
Un Rainbow flash mob pro-LGBT+ lors de la Journée internationale contre l'homophobie et la transphobie à Saint-Pétersbourg, 2009.

Le traitement des personnes LGBTIQ+ et les droits qui leur ont été reconnus sur le territoire de l'Empire russe, de l'Union soviétique, puis de la Russie, ont évolué sous l'effet des politiques de ses gouvernements successifs. L'Europe catholique-protestante médiévale a eu une grande influence sur l'attitude envers l'homosexualité dans le pays. L'histoire LGBT russe est également tributaire du rapport ambivalent à la sexualité de la religion orthodoxe russe.
L'homosexualité existe en Russie, comme partout, depuis des siècles. Les premières interdictions connues de l'homosexualité datent du XVIIe siècle. Dans une source historique, le diplomate Grigori Kotochikhine témoigne de la mise à mort d'hommes homosexuels et de femmes lesbiennes sous le règne du tsar Alexis Mikhailovich, qui inaugure le processus d'européanisation et de modernisation de la Rusers. À partir du XVIIIe siècle, le gouvernement tente de limiter les pratiques homosexuelles par des mesures législatives. Le tsar Pierre le Grand interdit les relations homosexuelles dans l'armée en 1716, dans le cadre de sa tentative de modernisation du pays. En 1832, de nouvelles lois criminalisent certains actes sexuels entre hommes. Toutefois, une sous-culture LGBT se développe également en Russie durant ce siècle.    
En 1917, la révolution russe renverse le tsar et fonde la république socialiste fédérative soviétique de Russie (RSFS de Russie), premier État socialiste du monde ; puis, après la fin de la guerre civile en 1922, l'Union soviétique. Les bolcheviks refondent et réécrivent la constitution. Ils « produisent deux codes pénaux - en 1922 et 1926 - qui, tous deux, suppriment un article interdisant les relations sexuelles entre homosexuels ». Le nouveau gouvernement du Parti communiste légalise de fait les relations sexuelles homosexuelle et transgenre en Russie, bien que celles-ci restent illégales dans d'autres territoires de l'Empire russe. En Russie, les homosexuels demeurent toutefois persécutés et discriminés (renvoyés de leur travail par exemple) à cause de leur orientation sexuelle.
En 1933, le gouvernement soviétique dirigé par Joseph Staline repénalise les relations homosexuelles, entraînant l'envoi au Goulag de milliers de personnes LGBT+ à partir de l'hiver 1933. Un article de 1934 du nouveau Code pénal interdit l'homosexualité. Après la mort de Staline, une libéralisation s'opère, mais les actes homosexuels demeurent illégaux.

## Russie moscovite et tsarisme de Russie
Sigismund von Herberstein partage dans son rapport Rerum Moscoviticarum Commentarii (Notes sur les affaires moscovites) des observations fondées sur ses voyages à Moscou en 1517 et 1526. Il rapporte que l'homosexualité était répandue dans toutes les classes sociales en Russie,. Le poète anglais George Turberville, qui se rend à Moscou en 1568 alors qu'Ivan IV gouverne la Russie de façon très violente, se dit moins marqué par les carnages que par l'homosexualité ouvertement affichée des paysans russes. Au siècle suivant, l'écrivain Adam Olearius relate que l'homosexualité masculine existe à tous les niveaux de la société et n'est pas traitée comme un crime en Russie. D'autres rapports font également état de relations lesbiennes,.

## Empire russe

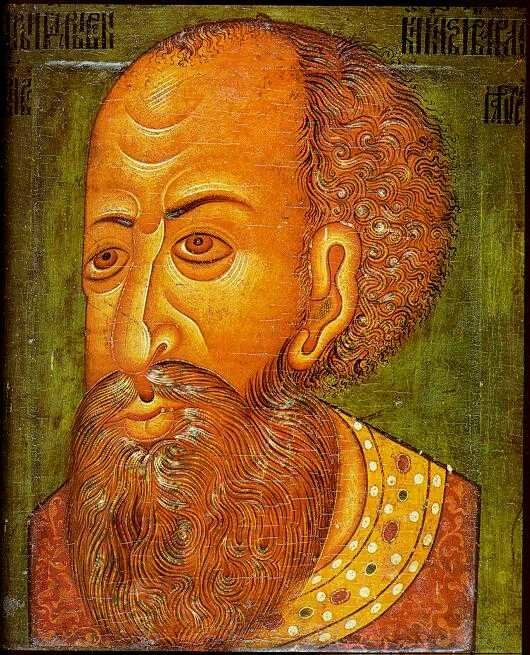
Le tsar Ivan le Terrible a été accusé d'avoir des relations homosexuelles par ses opposants politiques.

Avant la montée au pouvoir du tsar, l'homosexualité et le travestissement sont punis par les autorités religieuses et les milices. Les opposants d'Ivan le Terrible l'accusent d'être homosexuel pour le discréditer. Le tsar connu comme le Premier Faux Dimitri est également accusé lors de son renversement et traîné dans les rues par ses parties génitales aux côtés de son amant présumé.
Pierre le Grand promulgue en 1716 une interdiction de l'homosexualité dans l'armée. La sodomie est également interdite, dans un contexte de réforme de modernisation en Russie. Toutefois, cette interdiction n'est pas étendue à la population civile avant 1835.
En 1832 le tsar Nicolas Ier ajoute l'article 995, interdisant le muzhelozhstvo. Alors que, dans la lettre, cet article aurait pu être interprété comme une interdiction de toutes les formes de pratiques homosexuelles, les tribunaux limitent sa portée au sexe anal entre hommes. Les actes privés de sexe oral entre hommes consentants demeurent donc légaux. En revanche, si cette loi ne traite pas explicitement du lesbianisme ou du travestissement, ces comportements sont considérés comme immoraux et sanctionnés par d'autres lois. Les personnes condamnées en vertu de l'article 995 se trouvent privées de leurs droits et déportées en Sibérie pour quatre à cinq ans. Le nombre de Russes condamnés par l'application de cette loi n'est pas connu avec exactitude. Sur cette période, un certain nombre de Russes continuent tout de même à se déclarer ouvertement homosexuels et bisexuels, et les rites homoérotiques sont populaires parmi certains dissidents religieux dans l'extrême nord de la Russie. 

### Personnalités LGBT
Jusqu'à la fin du XIXe siècle, un nombre relativement élevé d'artistes et d'intellectuels sont ouvertement gays ou bisexuels. L'auteur et critique Constantin Léontiev était bisexuel. Les lesbiennes Anna Evreïnova (avocate) et Maria Feodorova (autrice) constituent l'un des couples les plus célèbres du monde littéraire russe de la fin du XIXe siècle ; l'autrice Polyxena Soloviova et Natalia Manasseïna formaient un autre couple de lesbiennes russes notable. Parmi les autres célébrités littéraires LGBT, on trouve le poète Alexeï Apoukhtine, le compositeur Peter Tchaïkovski, ou encore l'auteur conservateur Vladimir Mechtcherski. Des liaisons entre le critique littéraire Serge de Diaghilev et le danseur Vaslav Nijinski puis, après leur rupture, avec Dimitri Philosophoff, sont également documentées.
Le grand-duc Sergueï Alexandrovitch Romanov, frère cadet et oncle des empereurs russes Alexandre III et Nicolas II), gouverneur de Moscou de 1891 à 1905, avait des relations homosexuelles notoires à Moscou.

### Homosexualité dans la littérature
Le roman Les Ailes (en) (1906) de Mikhaïl Kouzmine est l'un des premiers récits de coming out à avoir une fin heureuse. Les journaux intimes de l'auteur donnent quant à eux une description détaillée de sous-culture homosexuelle, impliquant des hommes de toutes les classes.
Sur cette période, une certaine tolérance est accordée à certains artistes et intellectuels gays ou bisexuels, surtout s'ils étaient proches de la famille impériale. L'opinion publique, très influencée par l'Église orthodoxe orientale, considère en revanche que l'homosexualité était un signe de corruption, de décadence et d'immoralité[réf. nécessaire]. Le roman de l'auteur russe Alexandre Amfiteatrov (en) intitulé People of the 1890s (1910), reflète ce préjugé sous la forme de deux personnages homosexuels : une avocate lesbienne masculine et un poète homosexuel décadent. La Résurrection de Léon Tolstoï présente deux personnages homosexuels comme exemples de la corruption et de l'immoralité dans la Russie tsariste, un artiste russe condamné à une peine clémente pour avoir eu des relations sexuelles avec ses élèves, et un militant russe pour les droits des homosexuels.
Ces représentations de l'homosexualité dans la littérature traduisent que la tolérance sélective et relative du gouvernement à l'égard de l'homosexualité ne reflétait pas une acceptation d'ensemble dans la société russe. Elle n'impliquait en outre aucune reconnaissance de droits pour les personnes LGBT+, au contraire de pays comme l'Allemagne, où un mouvement actif pour les droits des homosexuels se déployait. En dehors de la littérature, l'homosexualité en Russie était principalement visible dans les pratiques de prostitution.

### Lieux emblématiques

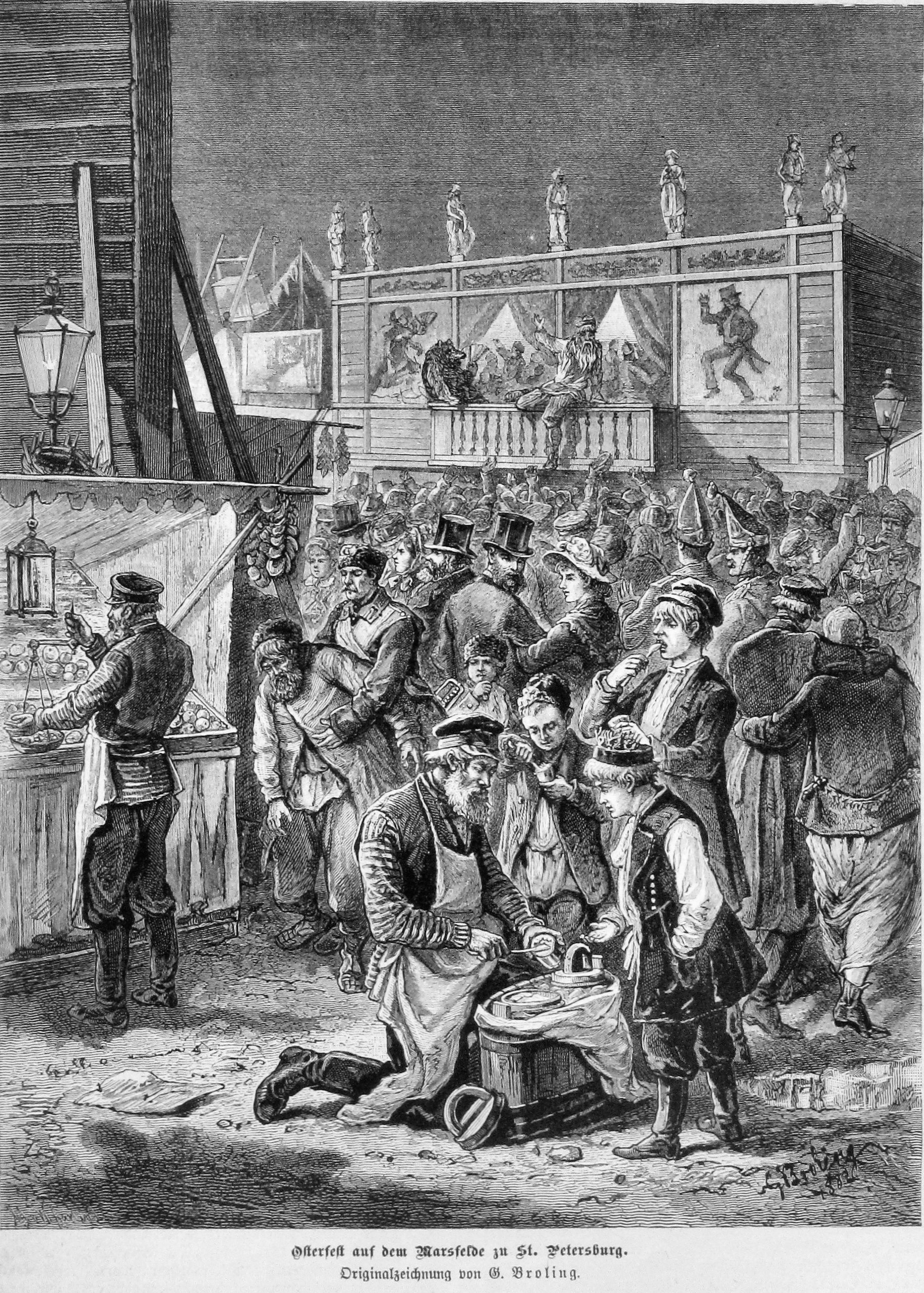
Champ de Mars pendant les fêtes de Pâques en 1883.

Avec l'urbanisation de la Russie, on note l'apparition de bordels homosexuels à Saint-Pétersbourg et Moscou, ainsi que de nombreux lieux publics de sociabilisation, où s'achetaient et se vendaient des services sexuels entre hommes. Il y a certainement eu de la prostitution lesbienne et des liaisons lesbiennes ou bisexuelles entre femmes, mais elles furent beaucoup moins abordées publiquement, que ce soit de manière positive ou négative.
L'Empire russe n'est donc pas le pire des lieux pour les homosexuels en Europe jusqu'en 1905, où les arrestations augmentent de 35 %, mais pas à Saint-Petersbourg et à Moscou, où une sous culture homosexuelle émerge, avec en parallèle une industrie de prostitution masculine. Un homme aisé cherchant à avoir des rapports sexuels rémunérés est un « tetka » (en français : tante). Saint-Petersbourg attire des jeunes homosexuels et développe même une géographie urbaine de lieux de rencontre dès les années 1870 : la perspective Nevsky, la place Znamenskaïa, le pont Anitchkov, puis vers la Bibliothèque nationale et le Passage ; le manège Mikhaïlovsky ; le champ de Mars pendant les fêtes de Maslenitsa, le théâtre Mariinsky pour les aristocrates et les personnes fortunées, des restaurants pourvus de salons privés, dont le restaurant de K. P. Palkine au 47 de la perspective Nevsky. On trouve encore parmi les lieux connus pour être des lieux de rencontre avec des hommes prostitués le quai de la Fontanka et le cirque Ciniselli. On compte aussi les jardins de Tauride. Le jardin zoologique est fréquenté par des militaires homosexuels, qui y offrent leurs services sexuels durant la belle saison, jusque sur le boulevard Konnogvardeisky (ru). Ces lieux étaient relativement connus, mais il n'y eut pas de répression ou de descentes policières.

### Anarchistes et cadets

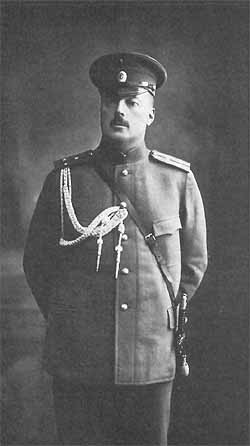
Vladimir Dmitrievitch Nabokov en 1914.

L'anarchiste Alexandre Berkman a adouci ses préjugés envers l'homosexualité durant sa relation avec Emma Goldman et le temps qu'il a passé en prison, où il a pu constater que les hommes de la classe ouvrière pouvaient être homosexuels, démystifiant ainsi l'idée que l'homosexualité était un signe d'exploitation ou de décadence de la classe moyenne supérieure ou aristocratique.
Vladimir Dmitrievitch Nabokov, fondateur des Cadets, a rédigé un article sur le statut juridique de l'homosexualité en Russie, publié par un défenseur des droits des homosexuels, le Dr Magnus Hirschfeld à Berlin. L'article soutenait que la loi pénale anti-homosexuelle devrait être abrogée, faisant de lui le premier homme politique russe à exprimer publiquement son soutien aux droits des homosexuels.

## Union soviétique

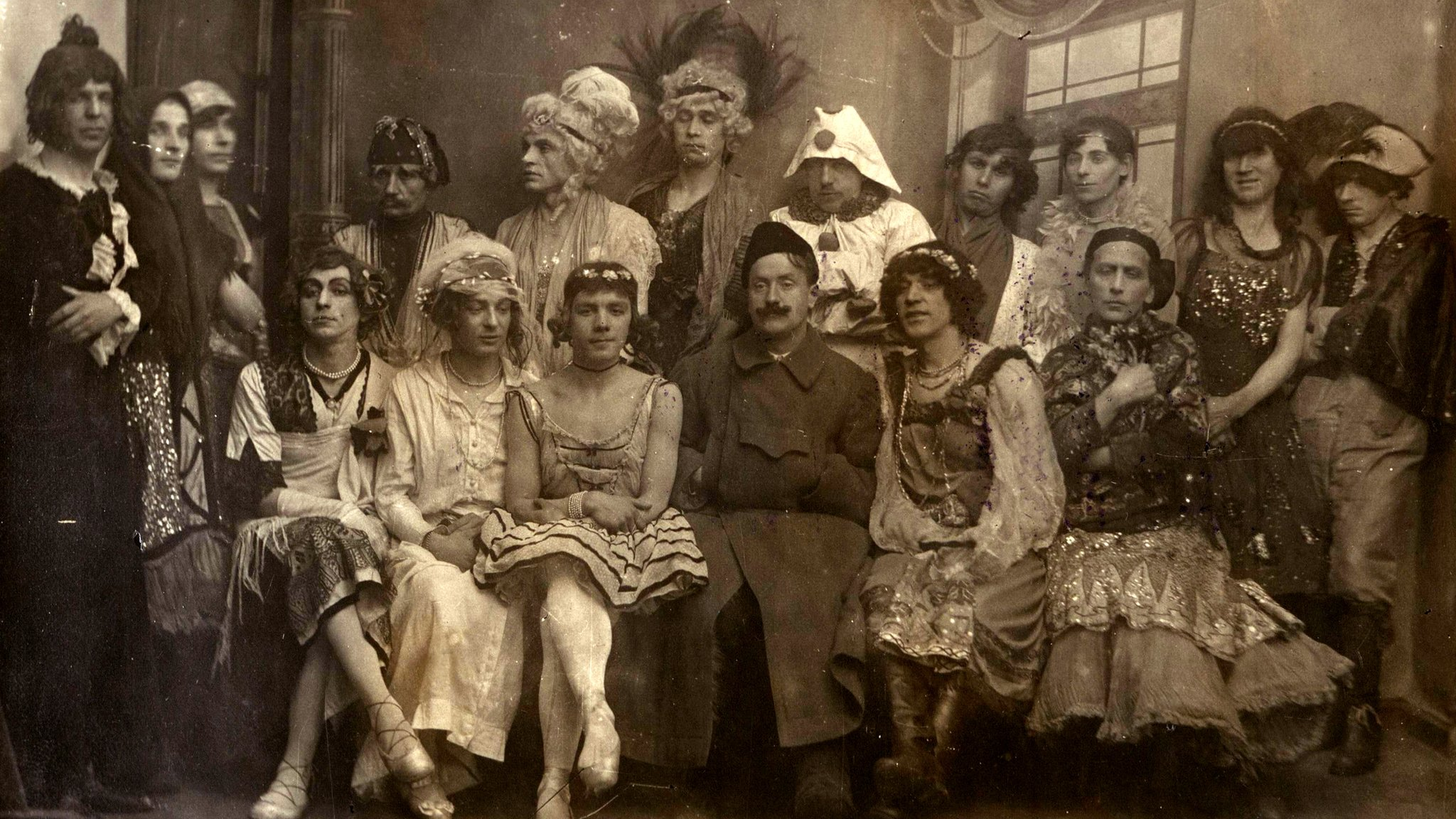
Participants à un bal masqué du club gay clandestin de Petrograd le 15 janvier 1921 au 6 rue Simeonovskaïa, n° 1.

### Histoire LGBT après la révolution d'Octobre: 1917-1933

#### Dépénalisation
En décembre 1917, le gouvernement soviétique de la république soviétique de Russie (RSFSR) dépénalise l'homosexualité à la suite de la révolution d'Octobre et de l'abandon du Code juridique de la Russie tsariste.
En 1922 cette légalisation de l'homosexualité est confirmée d'une part par le Code pénal de la RSFSR, et aussi dans sa refonte en 1926. D'après Dan Healey, les documents d'archives devenus largement disponibles après l'effondrement de l'Union soviétique en 1991 « démontrent une intention de principe de dépénaliser l'acte entre adultes consentants, exprimée depuis les premiers efforts pour rédiger un code pénal socialiste en 1918 jusqu'à l'adoption éventuelle de la législation en 1922 » .
La dépénalisation des relations homosexuelles privées, adultes et consensuelles ne s'appliquait qu'à la RSFS de Russie et à la RSS d'Ukraine. L'homosexualité ou la sodomie est restée un crime dans d'autres régions, en Azerbaïdjan (officiellement criminalisé en 1923) ainsi que dans les républiques soviétiques de Transcaucasie et d'Asie centrale tout au long des années 1920. Des lois similaires ont été promulguées en Ouzbékistan en 1926 et au Turkménistan l'année suivante.
En dépit de la dépénalisation de l'homosexualité en 1917, la politique soviétique officielle sur la question des droits homosexuels et du traitement des personnes homosexuelles dans les années 1920 reste mitigée. La politique soviétique officielle à la fois en RSFSR et dans l'ensemble de l'URSS dans les années 1920 sur l'homosexualité oscille entre d'une part la tolérance et le soutien, les initiatives d'établissement de l'égalité juridique et de droits sociaux pour les homosexuels, et d'autre part des exemples publics d'hostilité de l'État contre les homosexuels et des tentatives de classer l'homosexualité comme maladie mentale,. Dans le Parti communiste au cours de cette période des années 1920, les divergences d'opinion et de politique sur le traitement soviétique de l'homosexualité étaient  courantes, avec des opinions ambivalentes sur les homosexuels et les droits des homosexuels. Certaines sections et factions du gouvernement bolchevique ont essayé d'améliorer les droits et les conditions sociales des homosexuels sur la base de nouvelles réformes juridiques en 1922 et 1923 tandis que d'autres se sont opposées à de telles initiatives. Au début des années 1920, le commissaire à la santé Nikolaï Semachko était favorable à l'émancipation homosexuelle dans le cadre de la révolution [sexuelle et a tenté de mettre en place des réformes pour les droits homosexuels dans le domaine civil et médical. D'après Wayne R. Dynes, (en) certaines sections des bolcheviks des années 1920 considéraient  l'homosexualité comme une maladie sociale qu'il fallait soigner ou un exemple de dégénérescence bourgeoise tandis que d'autres bolcheviks pensaient que l'homosexualité devait être légalement et socialement tolérée et respectée dans la nouvelle société socialiste.
Les bolcheviks ont aussi annulé les interdictions légales tsaristes sur les droits civils et politiques des personnes homosexuelles, notamment dans le domaine de l'emploi public. En 1918, Gueorgui Tchitcherine, un homosexuel qui cachait son orientation sexuelle, est nommé commissaire du peuple aux affaires étrangères de la RSFSR. En 1923, Tchitcherine est également nommé commissaire du peuple aux affaires étrangères de l'URSS, poste qu'il occupe jusqu'en 1930.

#### Pathologisation et retour de la répression
Malgré la pénalisation sous le régime monarchique russe, il n'y a pas de volonté sérieuse de l'état d'éliminer l'homosexualité ou l'homophobie institutionnelle, mais les choses changent sous le régime soviétique. Cela s'explique par la volonté de réprimer toute dissidence dans le Parti communiste.
Au début des années 1920, le gouvernement soviétique et la communauté scientifique se sont beaucoup intéressés à la recherche sexuelle, à l'émancipation sexuelle et à l'émancipation homosexuelle. En janvier 1923, l'Union soviétique a envoyé des délégués du Commissariat à la santé dirigé par le commissaire à la santé Nikolaï Semachko à l'Institut allemand de recherche sexuelle ainsi qu'à certaines conférences internationales sur la sexualité humaine entre 1921 et 1930, où ils ont exprimé leur soutien à la légalisation des relations homosexuelles adultes, privées et consensuelles et l'amélioration des droits des homosexuels dans toutes les nations,. En 1923 et 1925, le Dr Grigorii Batkis (ru), directeur de l'Institut d'hygiène sociale de Moscou, a publié un rapport, La Révolution sexuelle en Russie, qui déclarait que l'homosexualité était « parfaitement naturelle » et devait légalement être et socialement respectée,. En Union soviétique même, les années 1920 ont vu des développements dans la recherche soviétique sur la sexualité en général, parfois à l'appui de l'idée progressiste de l'homosexualité comme partie naturelle de la sexualité humaine, comme les travaux du Dr Batkis avant 1928,. Ces délégations et recherches ont été envoyées, autorisées et soutenues par le Commissariat du peuple à la santé sous la direction du commissaire Semachko,.

Cependant, à la fin des années 1920 et au début des années 1930, la politique et les attitudes soviétiques sur l'homosexualité et les droits des homosexuels ont changé, parallèlement à des réactions sociales plus larges contre les droits des homosexuels en général en URSS. Parallèlement à la répression accrue des dissidents politiques et des nationalités non russes sous Staline, les thèmes et problèmes LGBT ont été confrontés à une censure gouvernementale croissante et à une politique uniformément plus sévère dans toute l'Union soviétique. L'homosexualité a été officiellement qualifiée de maladie et de trouble mental à la fin des années 1920 (en particulier sur une période de 1927 à 1930). Dans ce contexte, le commissaire Nikolaï Semachko a réduit son soutien aux droits des homosexuels et le Dr Batkis et d'autres chercheurs en sexualité ont répudié (en 1928) leurs propres rapports scientifiques antérieurs sur l'homosexualité en tant que sexualité humaine naturelle. Cela faisait suite aux tendances soviétiques antérieures dans certaines communautés médicales et sanitaires, même au début des années 1920, à classer l'homosexualité, sinon comme un crime, du moins comme un exemple de maladie mentale ou physique. Parmi les exemples antérieurs de ce type de durcissement des Soviétiques à l'égard de l'homosexualité, citons le rapport de 1923 du Commissariat du peuple à la santé intitulé La Vie sexuelle de la jeunesse contemporaine, rédigé par Izrail Gel'man, qui déclarait : « La science a maintenant établi, avec une précision qui exclut tout doute, que l'homosexualité n'est pas de la malveillance ou un crime mais une maladie. Le monde d'un homosexuel féminin ou masculin est perverti, il est étranger à l'attirance sexuelle normale qui existe chez une personne normale ». La position officielle de la fin des années 1920 pourrait être résumée dans un article de la Grande Encyclopédie soviétique de 1930 rédigé par l'expert médical Sereisky (basé sur un rapport rédigé dans les années 1920) :
La législation soviétique ne reconnaît pas les soi-disant crimes contre la morale. Nos lois procèdent du principe de protection de la société et n'acceptent donc de punition que dans les cas où les mineurs et les mineurs sont l'objet d'intérêts homosexuels.
—Sereisky, Grande Encyclopédie soviétique, 1930, p. 593

### Histoire LGBT sous Staline: 1933-1953

#### Retour de la répression
En 1933, le gouvernement soviétique sous Staline recriminalise les relations sexuelles entre hommes. Le 7 mars 1934, l'article 121 est ajouté au code pénal de toute l'Union soviétique, qui n'interdisait expressément que l'homosexualité masculine, avec jusqu'à cinq ans de travaux forcés en prison. Il n'y a pas de lois pénales concernant les relations sexuelles entre femmes. Sous le régime soviétique, les observateurs occidentaux estiment qu'entre 800 et 1 000 hommes étaient emprisonnés chaque année en vertu de l'article 121.
Certains historiens notent que c'est à cette époque que la propagande soviétique commence à dépeindre l'homosexualité comme un signe de fascisme et que l'article 121 peut avoir été un simple outil politique à utiliser contre les dissidents, quelle que soit leur véritable orientation sexuelle et pour solidifier l'opposition de la Russie à l'Allemagne nazie, qui avait rompu son traité avec la Russie.
En 1993, des documents soviétiques déclassifiés révèlent que Staline avait personnellement demandé l'introduction d'une loi anti-gay, en réponse à un rapport du chef adjoint de la police secrète Guenrikh Iagoda, qui avait mené un raid sur la résidence de centaines d'homosexuels à Moscou et à Leningrad en août 1933. Le rapport de Guenrikh Iagoda portait sur des « militants pédérastes » se livrant à des orgies et à des activités d'espionnage. Au-delà des craintes exprimées d'un vaste « ⁣complot homosexuel fasciste contre-révolutionnaire », il y a eu plusieurs arrestations médiatisées d'hommes russes accusés d'être des pédérastes. En 1933, 130 hommes sont ainsi accusés d'être des pédérastes, c'est-à-dire des hommes adultes ayant des relations sexuelles avec des garçons. Puisqu'aucun enregistrement d'hommes ayant des rapports sexuels avec des garçons à cette époque n'est disponible, ce terme a sûrement été utilisé de manière large et grossière pour stigmatiser l'homosexualité. Quelle que soit la raison précise, l'homosexualité est restée une infraction pénale grave jusqu'à son abrogation en 1993.
Le gouvernement soviétique s'asbtient de faire connaître la nouvelle loi en dehors de l'URSS, et il n'y a que peu de réponse internationale. En 1934, le communiste britannique Harry Whyte écrit une longue lettre à Staline, condamnant la loi et ses motivations préjudiciables. Il expose une position marxiste contre l'oppression des homosexuels en tant que minorité sociale et compare l'homophobie au racisme, à la xénophobie et au sexisme. Staline ne répond à la lettre, mais ordonne qu'elle soit archivée et ajoute une note décrivant Whyte comme « un idiot et un dégénéré ».
Quelques années plus tard, en 1936, le commissaire de justice Nikolaï Krylenko déclare publiquement que la loi pénale anti-gay vise à juste titre les vieilles classes dirigeantes décadentes et décadentes, liant ainsi davantage l'homosexualité à un complot de droite, c'est-à-dire aristocratie tsariste et fascistes allemands.

#### Vie homosexuelle clandestine
Dans les années 1940 et 1950, le musée central V.I de Lénine, situé dans l'ancien hôtel de ville de Moscou (ru), devient un haut-lieu de relation sexuelles entre hommes en raison de sa gratuité et de sa proximité avec le théâtre du Bolchoï, le plus haut-lieu du cruising russe de l'époque. Outre les toilettes, la salle de cinéma où est diffusée en boucle un film sur la révolution d'Octobre est particulièrement populaire.
Les musées Lénine, présents non seulement à Moscou mais aussi dans de nombreuses autres villes de Russie, deviennent tellement populaires comme lieux de cruising qu'ils gagnent leur propre surnom dans l'argot gay, « Grandma Lena ».

### Histoire LGBT après Staline: 1953–1991

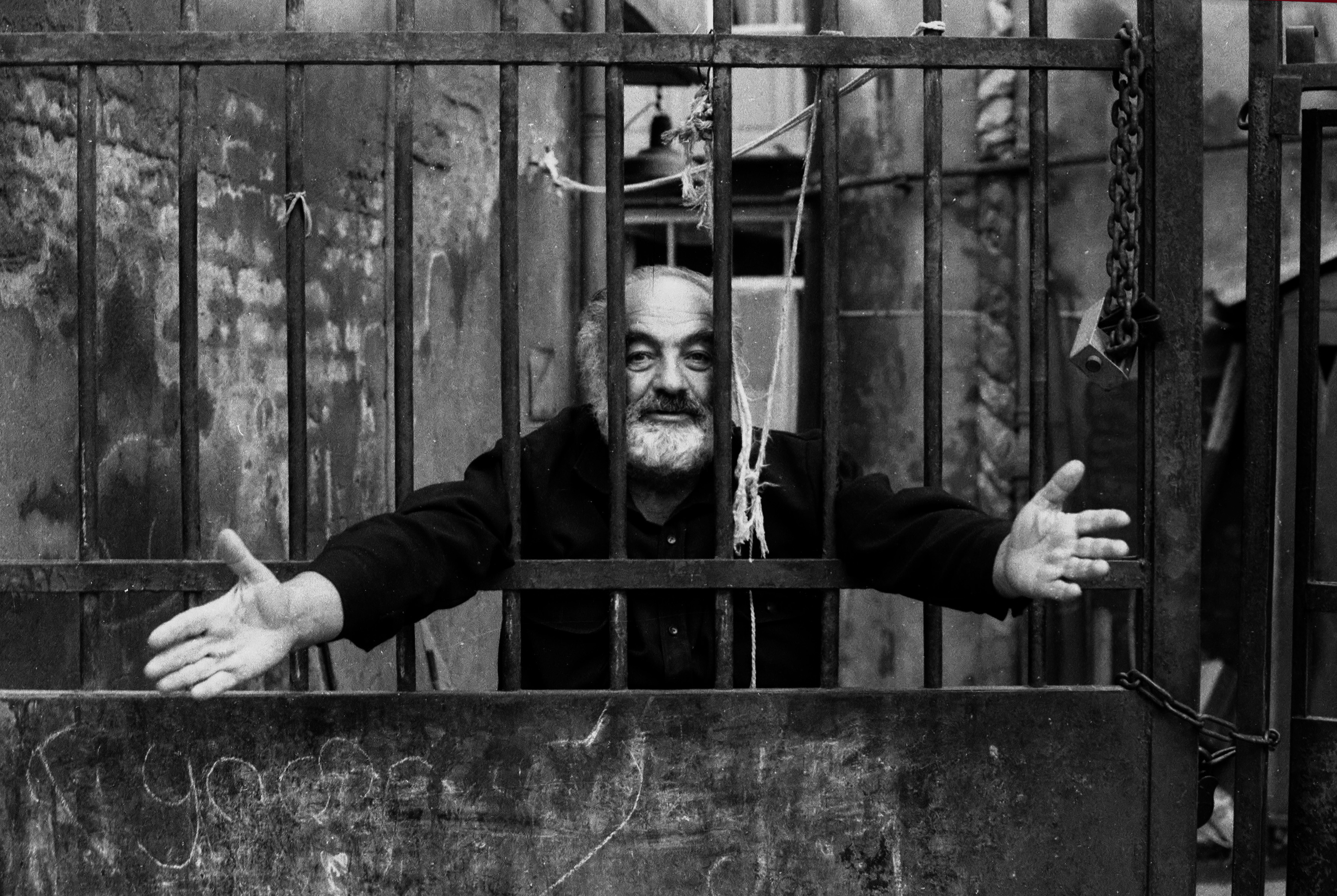
Le réalisateur Sergei Parajanov est incarcéré en Ukraine en 1974 pour « commerce illicite d’objets d’art, homosexualité et agression sur la personne d’un fils de dignitaire du régime ».

Lorsque Staline est arrivé au pouvoir, l'homosexualité est devenue un sujet tabou, impropre à la représentation publique, à la défense ou à la discussion. Les Soviétiques homosexuels ou bisexuels qui voulaient un poste au sein du Parti communiste devaient épouser une personne du sexe opposé, quelle que soit leur orientation sexuelle réelle. Un exemple notable est le réalisateur russe Sergueï Eisenstein, qui malgré son homosexualité a réussi à survivre en menant une double vie, en ayant des relations avec des hommes alors qu'il était marié à une femme, en produisant des films politiquement agréables à Staline.
Après la mort de Staline en 1953, il est remplacé par Nikita Khrouchtchev, qui a procédé à la libéralisation des lois de l'ère stalinienne concernant le mariage, le divorce et l'avortement, mais la loi pénale anti-gay est restée. Le gouvernement Khrouchtchev croyait qu'en l'absence d'une loi pénale contre l'homosexualité, les relations sexuelles entre hommes qui se produisaient dans l'environnement carcéral se répandraient dans la population générale à mesure qu'ils libéreraient de nombreux prisonniers de l'ère stalinienne. Alors que le gouvernement stalinien confondait l'homosexualité avec la pédophilie, le gouvernement Khrouchtchev confondait l'homosexualité avec les actes sexuels situationnels, parfois forcés, entre prisonniers de sexe masculin.
Bien que le sujet de l'homosexualité soit pratiquement inavouable, certaines références à l'homosexualité pouvaient être trouvées dans les manuels soviétiques d'éducation sexuelle pour les jeunes et leurs parents. Ces manuels ont été publiés du début des années 1950 au début des années 1960 dans l'espoir de restreindre l'activité sexuelle des Soviétiques et de les sensibiliser aux maladies vénériennes. Ces manuels mentionnaient l'homosexualité pour empêcher les enfants et les jeunes soviétiques de s'y livrer. Le premier manuel d'éducation sexuelle de l'ère Khrouchtchev à mentionner l'homosexualité était The Youth Becomes a Man (1960) et décrivait les homosexuels comme des agresseurs d'enfants : « ... les homosexuels sont excités et se satisfont d'adolescents et de jeunes, même si ces derniers ont un comportement normal d'intérêt envers les filles. Les homosexuels font tout pour gagner l'affection de la société des jeunes ; ils achètent des bonbons et des cigarettes pour les jeunes, des billets de cinéma, leur donnent de l'argent, les aident à faire des devoirs à la maison et prétendent généralement qu'ils aiment les jeunes de façon désintéressée. Cependant, après une telle préparation, ils passent tôt ou tard à l'action. Ne les laissez pas vous toucher ! N'hésite pas à les signaler à tes parents ou à tes éducateurs, n'hésite pas à signaler de telles tentatives te visant toi ou d'autres jeunes hommes ! Les parents et les éducateurs aideront volontiers : l'homosexualité est un crime punissable, les homosexuels en sont parfaitement conscients : c'est pourquoi il n'est pas difficile de s'en débarrasser ».

### Histoire LGBT sous Brejnev
En 1958, le ministère de l'Intérieur a envoyé une note secrète aux forces de l'ordre leur ordonnant de renforcer l'application de la loi pénale anti-gay. Pourtant, à la fin des années 1950 et au début des années 1960, Aline Mosby, journaliste étrangère en Russie à l'époque, attribuait l'attitude plus libérale du gouvernement Khrouchtchev au fait qu'elle voyait des couples homosexuels en public et qu'il n'était pas rare de voir des hommes attendre à l'extérieur de certains théâtres à la recherche de rendez-vous avec des artistes masculins.
À la fin des années 1950, certains juristes soviétiques ont tenté de dépénaliser la sodomie consensuelle. Le 23 juillet 1959, un comité de juristes soviétiques s'est réuni pour discuter et proposer des modifications au nouveau code pénal républicain de la RSFSR. Deux membres du comité ont proposé de supprimer la loi pénalisant la sodomie consentie, mais leur proposition n'a pas été soutenue par les autres membres du comité.
Les discussions entre juristes soviétiques sur la valeur de la loi anti-sodomie se sont poursuivies sous Brejnev. Ces juristes, qui croyaient que l'homosexualité consensuelle ne devrait pas être un crime, ont fait valoir qu'il s'agissait d'une maladie, qui devait être traitée par le corps médical. Ils ont également soutenu que l'homosexualité était une maladie congénitale et que, par conséquent, les homosexuels n'étaient pas coupables d'être différents des autres. Enfin, ces chercheurs ont fait valoir qu'enquêter sur les cas de sodomie, où les deux partenaires avaient des relations sexuelles consensuelles, était non seulement inutile, mais techniquement difficile. D'autres juristes, principalement ceux qui travaillaient pour les établissements d'enseignement du ministère de l'Intérieur, se sont opposés à l'idée de dépénaliser l'homosexualité consensuelle. Ils ont critiqué leurs collègues pro-dépénalisation et ont fait valoir que de telles propositions étaient inopportunes et dangereuses, car l'homosexualité pouvait facilement se propager si elle n'était pas contrôlée par la loi. De même, ils croyaient que l'homosexualité était incompatible avec la morale communiste.
La police de l'ère Brejnev poursuivait souvent les homosexuels en utilisant des preuves inventées et des témoins intimidants. Si les témoins hésitaient à témoigner contre le suspect présumé, ils pourraient eux-mêmes faire face à des accusations criminelles. Une fois qu'une affaire de sodomie était engagée, la pression du Parti rendait impossible son abandon et l'accusé finirait très probablement en prison. Les avocats soviétiques ne pouvaient pas faire grand-chose pour aider leurs clients dans de tels cas malgré leurs appels au parquet général.
Des milliers de personnes ont été emprisonnées pour homosexualité et la censure gouvernementale de l'homosexualité et des droits des homosexuels n'a commencé à changer lentement qu'au début des années 1970. Le romancier Venedikt Erofeïev est autorisé à inclure un bref monologue intérieur sur l'homosexualité à Moscou-sur-Vodka (1973). La première approbation publique des droits des homosexuels depuis Staline est une brève déclaration, critiquant l'article 121 et appelant à son abrogation, faite dans le Manuel de droit pénal soviétique (1973).
Ces références ont été caractérisées comme étant de brèves déclarations dans un roman ou un manuel et ont été faites par des hétérosexuels. Vicktor Sosnora a été autorisé à écrire sur le fait d'avoir été témoin du meurtre brutal d'un acteur gay âgé dans un bar de Leningrad dans The Flying Dutchman (1979), mais le livre n'a pu être publié qu'en Allemagne de l'Est. Lorsque l'auteur était gay et en particulier s'il était considéré comme soutenant les droits des homosexuels, les censeurs avaient tendance à être beaucoup plus sévères.
L'auteur gay russe Evgueni Kharitonov (en) a fait circuler illégalement de la fiction gay avant de mourir d'une insuffisance cardiaque en 1981. L'auteur Gennady Trifonov a purgé quatre ans de travaux forcés pour avoir fait circuler ses poèmes homosexuels et, à sa libération, il n'a été autorisé à écrire et à publier que s'il évitait de décrire ou de faire référence à l'homosexualité.
Bien que la sodomie soit un crime punissable, les praticiens de la nouvelle science sexologique («sexopathologie»), apparue dans les années 1960, ont soutenu que l'homosexualité devait être traitée par la psychothérapie. Ils ont fourni un tel traitement aux hommes homosexuels dans l'intimité de leurs salles de consultation et se sont donné beaucoup de mal pour préserver l'anonymat de leurs patients. Certains de ces médecins sont même allés jusqu'à suggérer que la loi sur la sodomie soit complètement abolie afin que les homosexuels puissent recourir à une aide médicale sans crainte de poursuites. Leurs appels, cependant, n'ont pas été entendus.
En 1984, un groupe d'homosexuels russes s'est rencontré et a tenté d'organiser une organisation officielle de défense des droits des homosexuels, pour être rapidement fermé par le KGB. C'est seulement plus tard dans la période de la glasnost que le débat public a été autorisé sur la re-légalisation des relations homosexuelles adultes, privées et consensuelles.
Un sondage réalisé en 1989 a rapporté que les homosexuels étaient le groupe le plus détesté de la société russe et que 30% des personnes interrogées estimaient que les homosexuels devraient être liquidés. Dans un sondage d'opinion publique réalisé en 1991 à Tcheliabinsk, 30 % des personnes interrogées âgées de 16 à 30 ans estimaient que les homosexuels devaient être « isolés de la société », 5 % estimaient qu'ils devaient être « liquidés », 60 % avaient une attitude « négative » envers les homosexuels et 5 % ont qualifié leur orientation sexuelle de « malheureuse ».
En 1989-1990, une organisation de défense des droits des homosexuels à Moscou dirigée par Evgueniya Debrianskaïa a été autorisée, et Roman Kalinine reçoit l'aval officiel pour publier un journal gay, Tema.
Il y a eu au moins 25 688 condamnations documentées d'hommes homosexuels en vertu de l'article 121 au cours des 59 années entre 1934 et 1993, mais ce chiffre est incomplet, car il n'inclut pas toutes les juridictions, et il n'y a aucune condamnation documentée sur une période de 22 ans au cours de laquelle la loi était en vigueur. L'estimation la plus élevée est de 250 000 condamnations. Cependant, les groupes de défenses des droits des LGBT en fédération de Russie en pointent en général environ 60 000. Les premiers rapports officiels n'ont été publiés qu'en 1988, mais il est estimé qu'il y a eu environ 1 000 personnes condamnées par an. Selon les données officielles, le nombre d'hommes homosexuels condamnés en vertu de l'article 121 a constamment  diminué pendant la période de la glasnost. En 1987, 831 hommes ont été condamnés en vertu de l'article 121 ; en 1989, 539 ; en 1990, 497 ; et en 1991, 462.

## Fédération russe

### Histoire LGBT sous Eltsine: 1991-1999

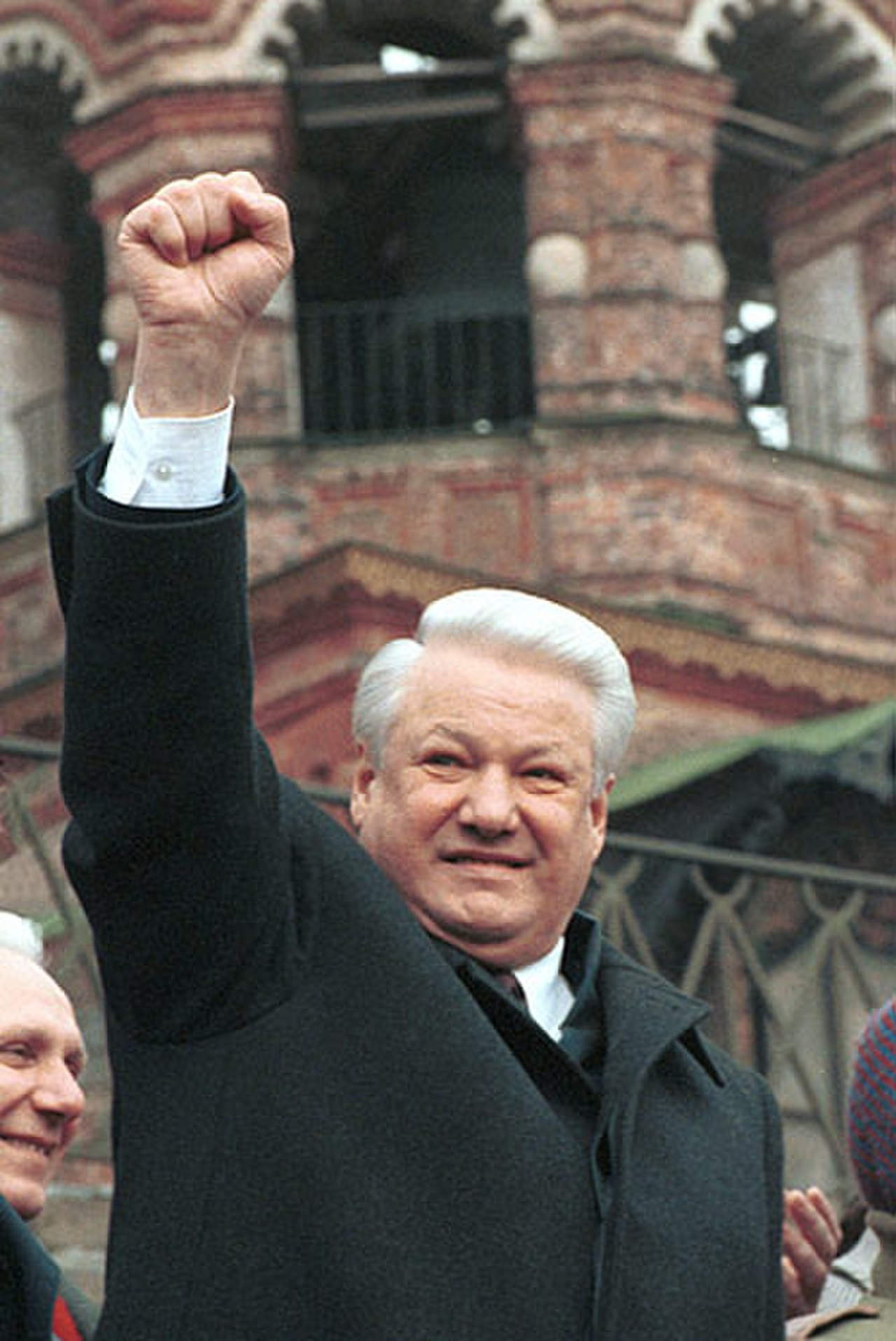
En 1993, le président Boris Eltsine signe une loi re-légalisant les actes homosexuels en Russie.

Le Symposium et Festival international du film gay et lesbien a eu lieu à Moscou et à Leningrad (désormais Saint-Pétersbourg) du 23 juillet au 2 août 1991.

#### Légalisation des relations homosexuelles en 1993
Le 27 mai 1993, les actes homosexuels entre hommes consentants sont légalisés. Cependant au 13 août 1993, « toutes les personnes purgeant des peines en vertu de l'ancienne législation n'avaient pas été libérées de prison » et il y a eu de nouveaux cas d'homosexuels condamnés et incarcérés, des cas d'homosexuels emprisonnés qui ne peuvent être localisés et des fichiers manquants. La réforme a été en grande partie le résultat de la pression du Conseil de l'Europe. Alors que le président Boris Eltsine a signé le projet de loi le 29 avril 1993 ni lui ni le parlement n'avaient aucun intérêt dans la législation sur les droits des LGBT.

#### Tentative de mariage entre hommes en 1994
En 1994, Iarouslav Mogoutine et son compagnon américain Robert Filippini décident de se marier le 12 avril, journée anniversaire des cosmonautes soviétiques. Ils se rendent d'abord à l'ambassade américaine pour enregistrer leur demande, puis le 12 avril se rendent à l'hôtel des mariages. La directrice de l'hôtel, Karmin Boreva, devant une foule de près de 150 personnes dont de nombreux journalistes, leur explique qu'en Russie le mariage entre hommes n'est pas légal. L'évènement constituerait une des premières tentatives de mariage entre hommes en Russie et est fortement médiatisé.

#### Association Triangle fondée en 1996
En 1996, une organisation russe de défense des droits de l'homme LGBT appelée Triangle est créée par Masha Gessen et Evguenia Debryanskaïa, avec plusieurs nouvelles publications sur le thème LGBT et des organisations locales nées à la suite de la chute de l'Union soviétique. Pourtant, comme ce fut le cas avec les groupes qui ont vu le jour en 1989-1990, bon nombre de ces organisations, dont Triangle, ont fermé leurs portes en raison du manque de financement ainsi que du harcèlement juridique et social.

### Histoire LGBT sous Poutine: depuis 1999

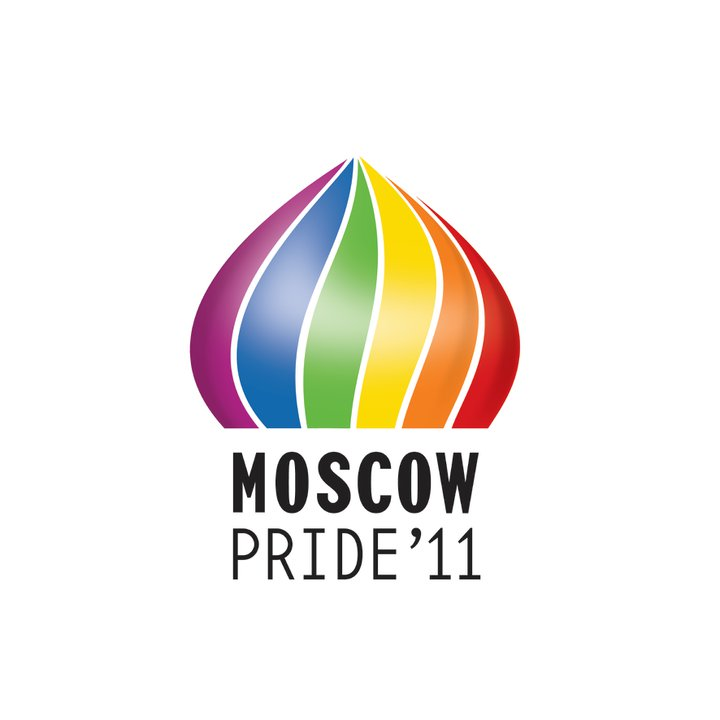
Logo de la marche des fiertés de Moscou en 2011.

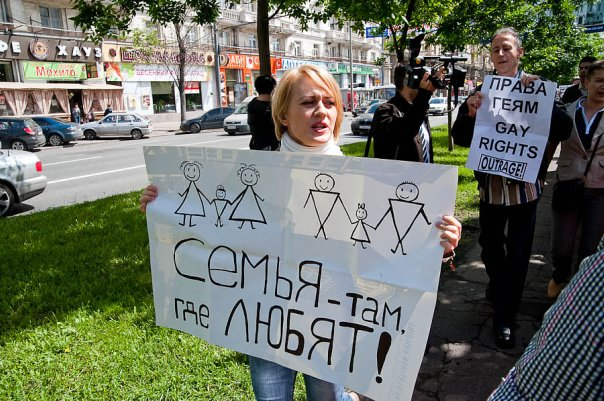
Marche des fiertés en 2010 à Moscou.

En 1999, l'homosexualité a été officiellement retirée de la liste des troubles mentaux russes (en raison de l'approbation de la CIM-10, qui a supprimé l'homosexualité en 1990).
En 2002, Guennadi Raïkov (en), qui dirigeait un groupe conservateur pro-gouvernemental à la Douma d'État russe, a suggéré d'interdire les actes homosexuels. Sa proposition n'a pas réussi à générer suffisamment de votes, mais la suggestion a généré le soutien public de nombreux chefs religieux conservateurs et médecins.
En 2003, un nouveau statut sur l'expertise militaire et médicale a été adopté (1er juillet 2003) et il contenait une clause des « déviations d'identification de genre et de préférences sexuelles » parmi les motifs d'incapacité pour le service militaire [...] cette clause a irrité les partisans de l'égalité des droits pour les personnes d'orientation sexuelle différente [...] [alors qu'] une autre clause stipulait que l'orientation sexuelle différente ne devrait pas être considérée comme une déviation ». Enfin, Valeriy Koulikov, le major-général du service médical, a annoncé :
En mai 2005, le projet de droits de l'homme LGBT Gayrussia.ru a été fondé par Nikolaï Alekseïev pour lutter contre les discriminations fondées sur l'orientation sexuelle et sensibiliser aux questions LGBT en Russie. En juillet 2005, Alekseïev a lancé l'initiative Moscow Pride qui est organisée chaque année depuis mai 2006. Depuis juillet 2009, Gayrussia.ru est une organisation transnationale promouvant les droits des LGBT en Russie et en Biélorussie.
En 2006, le grand mufti Talgat Tadjouddine aurait déclaré à propos des personnes participant à la Marche des fiertés de Moscou : « S'ils sortent de toute façon dans la rue, ils devraient être fouettés. N'importe quelle personne normale ferait cela - les musulmans comme les chrétiens orthodoxes ». Des commentaires similaires ont été faits par l'un des grands rabbins russes, Berel Lazar (en), qui s'est joint à Tadjouddine pour condamner la marche, affirmant que ce serait « un coup porté à la moralité ».
Le réseau LGBT de Russie (en) a été fondé en mai 2006. En juillet 2009, il s'agissait de la première et unique organisation LGBT interrégionale en Russie.
Fin avril et début mai 2006, des manifestants ont bloqué certains clubs gays populaires de Moscou. Après des plaintes initiales selon lesquelles la police n'était pas intervenue, les tentatives de blocus ultérieures se sont soldées par des arrestations.
En mai 2006, un forum sur les droits LGBT+ s'est tenu à Moscou. Une marche associée a été interdite par le maire dans une décision confirmée par les tribunaux. Certains militants, à leur tête Nikolaï Alekseïev, ont tenté de marcher malgré l'interdiction et ont tenté de déposer des fleurs sur la tombe du soldat inconnu. Cette marche est connue comme la première marche des fiertés de Moscou. Cet acte et la présence de militants non russes ont suscité une réaction nationaliste en plus d'une condamnation religieuse de l'homosexualité, entraînant la présence à la fois de groupes nationalistes et de manifestants orthodoxes menaçant les militants homosexuels. Les manifestants anti-marche ont battu les marcheurs et environ 50 marcheurs et 20 manifestants ont été arrêtés lorsque la police anti-émeute est intervenue pour briser le conflit. Le documentaire Moscow Pride '06 a présenté les événements qui se sont déroulés du 25 au 27 mai de cette année-là à Moscou. Il contient un témoignage vivant de la première tentative d'organiser une marche de la fierté gay en Russie ainsi que du festival organisé autour d'elle.
Le 27 mai 2007, la marche des fiertés de Moscou de nouveau été interdite par l'ancien maire de Moscou Iouri Loujkov, qui l'avait auparavant qualifiée de « satanique » s'est de nouveau tenue à Moscou et, pour la deuxième année consécutive, a dégénéré en de violents affrontements avec des manifestants anti-gays. Pour la deuxième fois, la police n'a pas réussi à protéger les militants des droits LGBT+. Le député italien Marco Cappato a été frappé à coups de pied par un militant anti-gay, puis détenu lorsqu'il a demandé la protection de la police. Le militant britannique des droits des homosexuels Peter Tatchell et le militant gay russe Nikolaï Alekseïev ont également été arrêtés,,. La marche est documentée dans le film de 2008 East/West - Sex & Politics .
Le 1er juin 2008, la Moscow Pride a de nouveau tenté d'organiser un défilé gay. Quelque treize opposants orthodoxes ont été détenus par la police pour des actions violentes contre des manifestants.
En février 2009, lors de la conférence de presse finale à Moscou, le réseau LGBT de Russie et le Groupe Helsinki de Moscou ont publié un article intitulé La situation des personnes lesbiennes, gays, bisexuelles et transgenres en Fédération de Russie. Il s'agit de la première étude complexe de la situation juridique des personnes LGBT dans l'histoire de la Russie. Le document de 100 pages contient une analyse des lois russes et rassemble des cas spécifiques de violation des droits et de discrimination.

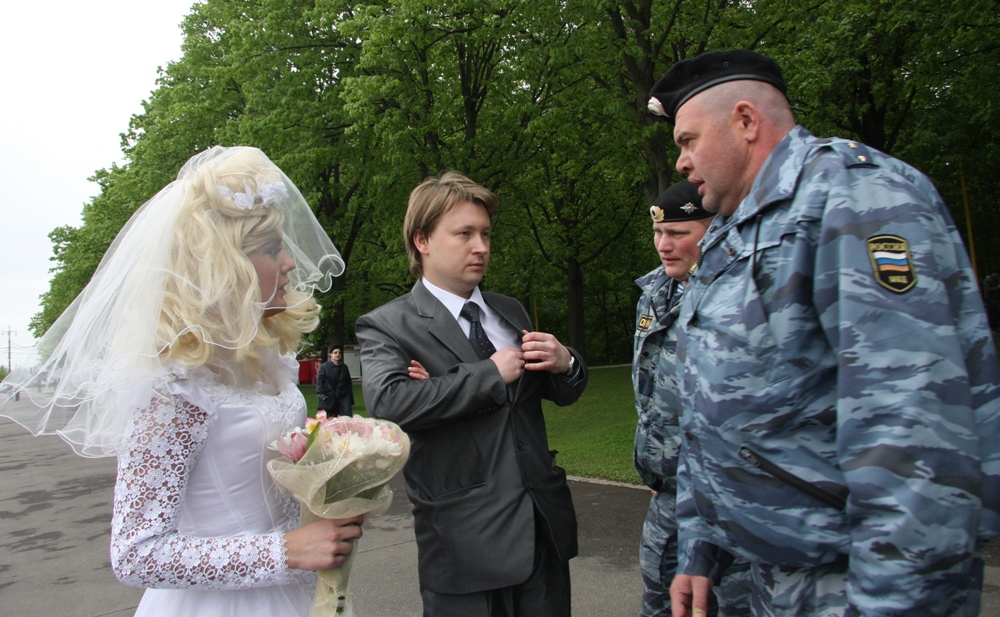
Nikolaï Alekseïev au festival Slavic Pride le 16 mai 2009 - deux policiers anti-émeutes ont arrêté Alekseïev et son partenaire, un militant transgenre de Biélorussie.

Le 8 mai, la Douma russe a rejeté un projet de loi criminalisant la « propagande homosexuelle » en Russie (avec seulement 90 voix pour alors que 226 minimum était requis). Ce projet de loi a été initié en 2007 par un membre du parti Russie juste et proposait de priver ceux qui « manifestaient ouvertement un mode de vie homosexuel et une orientation homosexuelle » du droit d'occuper des postes dans les établissements d'enseignement ou dans l'armée pour une durée de 2 à 5 ans. Selon Interfax, les parlementaires ont décidé que la « propagande homosexuelle » n'était pas dangereuse pour la société et ne pouvait donc pas être punie en vertu du code pénal. Nikolaï Alekseïev, organisateur en chef de la Moscow Pride, a déclaré qu'avec le rejet de ce projet de loi par le Parlement, il est probable que la Cour constitutionnelle de Russie suive leur demande d'annulation d'une loi similaire en vigueur dans la région de Riazan.
Le 16 mai, la marche des fiertés de Moscou, programmée pour coïncider avec l'organisation à Moscou de la finale du Concours Eurovision de la chanson 2009, a été dispersée par la police, les 30 participants - dont le militant britannique des droits de l'homme Peter Tatchell - ont été arrêtés,.
Le 17 mai, pour la Journée internationale contre l'homophobie, le réseau LGBT de Russie a organisé un Rainbow Flash Mob à Saint-Pétersbourg ; cet événement a réuni de 100 à 250 personnes selon diverses estimations et les organisateurs le considèrent comme l'action avec le plus d'envergure de toute l'histoire de la Russie consacrée au problème des droits LGBT,,,,. La même action à plus petite échelle s'est également déroulée dans plus de 30 villes de Russie.
En 2010, la Russie est condamnée à une amende par la Cour européenne des droits de l'homme à la suite des allégations de Nikolaï Alekseïev selon lesquelles les villes discriminaient les personnes LGBT+ en refusant d'approuver les marches des fiertés. Bien qu'il ait établi un risque de violence, le tribunal a jugé que leur décision « approuvait et soutenait effectivement les groupes qui avaient appelé à [leur] perturbation ». Il a considéré la décision comme un « coup paralysant pour l'homophobie russe à tous égards ». En août 2012, contrevenant à la décision précédente, Moscou a confirmé une décision bloquant la demande de Nikolay Alexeyev d'autorisation d'organiser la fierté de Moscou pour les 100 prochaines années, invoquant la possibilité de troubles publics.
En mars 2012, une tentative d'organiser une Pride House (en) aux Jeux olympiques d'hiver de 2014 a été annulée par le ministère de la Justice, qui a refusé d'approuver l'enregistrement de l'ONG créée pour la gérer, sous prétexte que la Pride House incitait à la « propagande de l'orientation sexuelle non traditionnelle qui peut porter atteinte à la sécurité de la société russe et de l'État, provoquer la haine socio-religieuse, qui est la caractéristique du caractère extrémiste de l'activité. ».

#### Loi d'interdiction de propagande homosexuelle de 2013
En juin 2013, la Russie a adopté la loi d'Interdiction législative de la propagande homosexuelle en Russie interdisant la diffusion de « propagande de relations sexuelles non traditionnelles » aux mineurs. L'article 6.21 du Code de la fédération de Russie sur les infractions administratives a été approuvé par la Douma d'État lors d'un vote de 436 voix contre 0 avant d'être signé par Vladimir Poutine. Les justifications de Poutine sont de promouvoir les « valeurs russes traditionnelles » en opposition au libéralisme de l'État occidental concernant l'homosexualité, de protéger les enfants et de contrer la chute du taux de natalité en Russie,,. Une grande partie du soutien à la loi sur la propagande vient de l'Église orthodoxe russe et d'autres groupes conservateurs. Ce soutien est si intense que le seul membre du Parlement à s'être abstenu était un certain Ilia Ponomarev, qui a l'habitude de soutenir les manifestations pro-LGBT. Plus tôt, le vote final de la Douma avait été 388-1-1. Ce niveau de soutien de l'État reflète les opinions de l'ensemble de la population russe : les sondages menés par le Centre Levada indiquent que près des deux tiers des Russes considèrent l'homosexualité comme « moralement inacceptable et digne de condamnation ». La même recherche indique que la moitié des Russes sont contre les rassemblements homosexuels et le mariage homosexuel et environ un tiers d'entre eux pensent que l'homosexualité résulte «d'une ma ladie ou d'un traumatisme psychologique». Vit aly Milonov, un politicien orthodoxe russe très conservateur qui est l'un des principaux moteurs de la législation anti-LGBT russe, a affirmé que seuls un homme et une femme peuvent constituer une famille, et que la propagande couverte par la loi est dangereuse car les, enfants sont très vulnérables à la manipulation et pourraient être amenés à croire que seuls les homosexuels éprouvent de vrais sentiments.
L'article 6.21 du Code de la fédération de Russie sur les infractions administratives considère comme une infraction punissable : « La propagande de relations sexuelles non traditionnelles parmi les mineurs, qui se manifeste par la diffusion d'informations visant à former des orientations sexuelles non traditionnelles, l'attractivité de relations sexuelles non traditionnelles, les conceptions déformées de l'égalité sociale entre relations sexuelles traditionnelles et non traditionnelles pour les mineurs, ou l'imposition d'information sur les relations sexuelles non traditionnelles qui provoquent de l'intérêt pour ce type de relations ».
La diffusion d'une telle propagande est passible d'une amende : 4 000 à 5 000 roubles pour les particuliers et jusqu'à 800 000 à 1 million de roubles pour les sociétés et autres entités juridiques. Les étrangers sont également soumis à l'article 6.21 et la violation entraîne jusqu'à quinze jours d'incarcération et/ou d'expulsion. Une application aussi stricte a été fortement critiquée en raison du libellé vague de l'article 6.21, car avant son entrée en vigueur, le libellé de la loi a été changé, passant de « propagande homosexuelle » à « propagande des relations sexuelles non traditionnelles », ce qui est suffisamment nébuleux pour laisser une grosse marge d'appréciation à la police et aux tribunaux pour interpréter sa signification lors de la détention de militants LGBT+. Il a également été noté que le libellé assimile essentiellement l'homosexualité à la pédophilie, cette dernière relevant également de la catégorie des « relations sexuelles non traditionnelles ». Malgré ces critiques, le président Poutine a déclaré que « les homosexuels sont des citoyens égaux jouissant de tous les droits » et le Premier ministre Dmitri Medvedev a déclaré qu'il « [croit] que seule une partie négligeable de la population russe est réellement préoccupée par [la nouvelle droit] ».
À la suite de l'adoption de l'article 6.21, il y a eu une augmentation de la violence et du harcèlement envers les personnes LGBT+ en Russie. Les personnes LGBT+ ont fait l'objet de campagnes de diffamation de la part de civils homophobes et ont reçu des amendes administratives, certains ont même dû démissionner de leur emploi pour alléger la charge. Deux groupes en particulier ont mené de vastes campagnes anti-LGBT, portant atteinte à la vie privée de milliers de jeunes Russes : Occupy Gerontophilia, qui cible les adolescents homosexuels ; et Occupy Paedophilia, qui se concentre sur les adultes homosexuels (assimilant l'homosexualité à la pédophilie). Ces groupes opèrent souvent en « embusquant » les adultes et les jeunes LGBT en les contactant en ligne et en essayant de les convaincre de venir à des réunions prétendument gay-friendly. Une fois que les victimes arrivent, elles sont violemment harcelées et humiliées devant la caméra. Occupy Gerontophilia a publié des dizaines de vidéos sur le réseau social VKontakte avant qu'il ne soit fermé pour atteinte à la vie privée des mineurs, mais pas avant que la page des organisations n'ait atteint 170 000 abonnés. Occupy Gerontophilia et Occupy Pedophilia ne sont pas les seuls à être hostiles à la communauté LGBT : en mai 2013, un homme de 23 ans a été brutalement battu et tué dans la ville de Volgograd peu de temps après l'adoption de la loi sur la « propagande », tout cela parce qu'il avait avoué son statut d'homosexuel à ses amis. Malgré la gravité de la situation, la loi russe « [n'interdit] pas la discrimination fondée sur l'orientation sexuelle », laissant des millions de personnes sans aucune forme de protection généralisée. Bien que Maxim Martsinkevitch, le fondateur d'Occupy Pedophilia, ait été arrêté et condamné pour incitation et fomentation de cas d'extrémisme, dans ses vidéos et publications sur VKontakte, l'accusation n'a en fait inclus aucune de ses vidéos ou déclarations homophobes comme preuve dans son affaire contre Martsinkevitch.
Le seul soutien public et espace sûr pour les jeunes LGBT+ est un groupe appelé Deti-404 (Enfants-404), fondé par la militante LGBT+ Lena Klimova, qui a des pages actives sur Facebook et VKontakte. Sur Deti-404, les jeunes LGBT peuvent partager et discuter de leurs expériences dans l'environnement hostile de leur pays ,. Cependant, le groupe a déjà fait face à la violence bureaucratique du gouvernement russe. Le 31 janvier 2014, Klimova a été accusée de « promotion de relations sexuelles non traditionnelles auprès de mineurs » en vertu de la nouvelle loi, passible d'une amende pouvant aller jusqu'à 100 000 roubles (2 800 $). L'affaire contre Klimova a finalement été classée en raison de l'absence d'infraction administrative, mais le politicien conservateur chrétien Vitaly Milonov, qui était celui qui avait initialement plaidé en faveur de l'affaire, a déclaré son intention de faire appel,.
Déjà avant l'adoption de l'article 6.21, le nombre de demandeurs d'asile russes avait considérablement augmenté. Depuis l'adoption de la loi, les chiffres ont encore augmenté, le plus grand nombre de demandeurs d'asile étant peut-être dû à l'augmentation du harcèlement et de la violence anti-LGBT+. En 2012, dans la période précédant l'adoption de l'article 6.21, le groupe de défense Immigration Equality avait déclaré avoir reçu plus de demandes d'asile gays et lesbiennes pour les Russes que de tout autre pays autre que la Jamaïque au cours des deux années précédentes. En 2013, les États-Unis ont reçu 837 nouvelles demandes d'asile de ressortissants russes et en 2014, ce nombre est passé à 969 nouvelles demandes. Selon Immigration Equality, la majorité des demandes proviennaient de jeunes Russes de moins de 30 ans craignant d'être harcelés, battus ou même assassinés par des groupes homophobes comme Occupy Paedophilia. Spectrum Human Rights, un groupe de défense basé en Virginie, a reçu le double du nombre de demandes habituelles de la communauté LGBT russe en 2014.
La communauté LGBT+ a continué de protester malgré l'adoption d'une loi anti-manifestation adoptée par Poutine. Le réseau LGBT+ de Russie a documenté 53 événements pour diffuser des informations sur les droits et les problèmes des LGBT, 144 événements pour les membres de la communauté LGBT+, 33 actions de rue et 21 événements de plaidoyer pour l'année 2014. Les participants aux événements pro-LGBT+ se sont toutefois heurtés à une forte opposition. En octobre 2013, un rassemblement pro-LGBT+ pour la Journée nationale du coming out à Saint-Pétersbourg, composé d'environ 15 personnes, a été abordé et harcelé par environ 200 manifestants conservateurs et religieux. La situation a dégénéré en affrontements violents après qu'un des manifestants religieux ait arraché un drapeau arc-en-ciel des mains d'une femme. À ce moment-là, la police, qui est restée passive jusqu'à présent, a arrêté 67 personnes des deux côtés.
En octobre 2022, la loi de 2013 est renforcée, cette fois concernant les adultes, interdisant le « déni des valeurs familiales » et la « promotion des orientations sexuelles non traditionnelles ».

#### Bannissement du mouvement LGBT pour extrémisme
Le 21 novembre 2023, le gouvernement russe annonce via le ministère de la Justice vouloir bannir le mouvement LGBT pour extrémisme. La Cour suprême valide la demande le 30 novembre, la loi devant s'appliquer à partir du 10 janvier 2024.
À la suite de cette annonce, la police effectue plusieurs descentes dans les clubs gay de la capitale, KinoPoisk change la classification de My Little Pony : Les amis, c'est magique comme production pour 18 ans et plus.
Le fondateur de l’association Centre T, une association d'aide aux personnes trans, quitte la Russie à la suite de l'annonce de la validation de la nouvelle loi qui rend toute activité ouvertement LGBT passible de poursuites légales sous couvert d'extrémisme